# Загребля (Лубенський район)
Загре́бля —  село в Україні, у Оржицькій селищній громаді Лубенського району Полтавської області. Населення становить 32 осіб. До 2020 орган місцевого самоврядування — Лукімська сільська рада.

## Географія
Село Загребля знаходиться на лівому березі річки Сула, вище за течією на відстані 3 км розташоване село Стара Мусіївка, нижче за течією на відстані 3,5 км розташоване село Матвіївка (Кременчуцький район), на протилежному березі - село Лукім'я. Річка в цьому місці звивиста, утворює лимани, стариці та заболочені озера.

## Історія
12 червня 2020 року, відповідно до розпорядження Кабінету Міністрів України № 721-р «Про визначення адміністративних центрів та затвердження територій територіальних громад Полтавської області», село увійшло до складу Оржицької селищної громади.
19 липня 2020 року, в результаті адміністративно - територіальної реформи та ліквідації  Оржицького району, село увійшло до складу новоутвореного Полтавського району.